# Procedurális programozás
A procedurális (vagy eljárásorientált) programozás egy programépítési alapelv, alapja a modularitás és a hatókör.
Lényege, hogy a megoldandó programozási feladatot kisebb egységekből, avagy eljárásokból (angolul: procedure) építi fel. Ezek az eljárások a programnyelv kódjában általában jól körülhatárolt egységek (függvény, rutin, szubrutin, metódus – az elnevezés az adott programozási nyelvtől függ), amelyeknek van elnevezésük és jellemezhetik őket paraméterek és a visszatérési értékük. A programok futtatása során gyakorlatilag a főprogramból ezek az eljárások kerülnek sorozatosan meghívásra. Meghíváskor meghatározott paraméterek átadására kerül sor, az eljárás pedig a benne meghatározott logika eredményeként általában valamilyen visszatérési értéket ad vissza, aminek függvényében a főprogram további eljáráshívásokat végezhet.
A procedurális programozás jól ötvözhető a strukturált programozás eszközeivel, ugyanakkor az objektumorientált paradigmával szemben itt háttérbe szorulnak a komplex adatszerkezetek, amikkel a való világ könnyebben modellezhető lenne.

## Alapjai
A program központi eleme egy főprogram, ami a különböző részfeladatokat megvalósító eljárások meghívásainak szekvenciájából áll. A program elkészítése során az első lépés a program komplexebb feladatának felbontása a részfeladatokra, amelyekből az eljárások születnek majd. Ezeknek a meghívására lehetőség van ciklusokkal, feltételekhez kötött elágazásokkal és az is megoldható, hogy a meghívott részfeladat eljárása is egy másik alfeladatot megvalósító eljárást hív meg.

## Nyelvek
- Ada
- BASIC
- C
- C++ (C objektumokkal és más egyebekkel)
- CFM
- COBOL
- Component Pascal (Oberon-2 variáns)
- ECMAScript (JavaScript)
- FORTRAN
- Modula-2
- Oberon-2 (továbbfejlesztett Modula-2, kisebb gyorsabb, biztonságosabb)
- M
- Pascal
- Perl
- PL/C
- PL/1 (eredetileg IBM mainframes használatra készült)
- Rapira
- VBScript
- Visual Basic